# Armstrong (Colombie-Britannique)
Pour les articles homonymes, voir Armstrong.
Armstrong est une cité (city) canadienne de la Colombie-Britannique située dans le district régional de North Okanagan.

## Situation
Armstrong est une cité typique de la province canadienne de la Colombie-Britannique. Située dans les montagnes rocheuses canadiennes, la cité pourrait être comparable à la municipalité de Banff en Alberta de par son aspect touristique[réf. nécessaire].

## Histoire
Cette cité, comme plusieurs municipalités de l'Ouest canadien, semble avoir été créée par le passage probable du Grand Tronc, à cause de la position géographique proche de la trajectoire du célèbre chemin de fer[réf. nécessaire].

## Économie
L'économie de la cité semble basée sur le tourisme de la pêche[réf. nécessaire].

## Démographie
En tant que localité désignée dans le recensement de 2011, Armstrong a une population de 4 815 habitants dans 1 986 de ses 2 067 logements, soit une variation de 13.5% par rapport à la population de 2006. Avec une superficie de 5,19 km2, cette cité possède une densité de population de 928,0 hab/km2 en 2011.
Concernant le recensement de 2006, Armstrong abritait 4 241 habitants dans 1 774 de ses 1 829 logements. Avec une superficie de 5,24 km2, cette cité possédait une densité de population de 809,2 hab/km2 en 2006.
| 2001  | 2006  | 2011  | 2016  |
| ----- | ----- | ----- | ----- |
| 4 256 | 4 241 | 4 830 | 5 114 |

## Célébrités
Armstrong est le lieu de naissance de l'actrice pornographique Shyla Stylez[réf. nécessaire].

## Municipalités limitrophes